# Partido de la Independencia de Botsuana
El Partido de la Independencia de Botsuana (en inglés: Botswana Independence Party), abreviado como BIP, fue un partido político botsuano de ideología socialista africanista que existió entre 1962 y 1994. Fue fundado como Partido de la Independencia de Bechuanalandia como una escisión del Partido Popular de Bechuanalandia (BPP), por Motsamai Mpho, a quien algunos historiadores atribuyen la creación del nombre «Botsuana». Mpho presidió el partido durante toda su existencia. Cambió su nombre luego de la independencia de Bechuanalandia como República de Botsuana. Desde entonces, persistió como un partido opositor menor al gobierno del Partido Democrático de Botsuana (BDP).
En las elecciones de 1965, las primeras bajo sufragio universal, el BIP obtuvo el 4,61% de los votos y ningún escaño. Fue el primer partido político botsuano en presentar candidatas mujeres, con tres candidaturas femeninas a la Asamblea Nacional, pero ninguna de ellas resultó elegida. Logró, sin embargo, consolidar una débil presencia municipal en los comicios locales del año siguiente, con algunos concejales electos. En las elecciones generales de 1969 obtuvo la victoria en la circunscripción de Okavango, adquiriendo un solo diputado, y conservándolo en las elecciones de 1974. Sin embargo, lo perdió en los siguientes comicios, no volviendo a ingresar al parlamento. En 1994, Mpho logró una fusión entre el BIP y el Partido de la Libertad de Botsuana (BFP), para fundar el Partido de la Libertad y la Independencia (IFP), que disputó las elecciones de ese año sin obtener ningún escaño. Después de esto, el partido dejó de existir.

## Resultados electorales
|  | 4.61 % |

|  | 6.00 % |

|  | 4.82 % |

|  | 4.21 % |

|  | 3.20 % |

|  | 2.48 % |